# آدم هوب
آدم هوب (بالإنجليزية: Adam Hope)‏ (1834 - 9 أكتوبر 1916 بملبورن في أستراليا) هو لاعب كريكت أسترالي. لعب مع فريق فكتوريا للكريكت.

## وصلات خارجية
- آدم هوب على موقع إي آس بي آن كريك إنفو (الإنجليزية)